# Andrew Napuat
Andrew Solomon Napuat, né le 21 mars 1983, est un homme politique vanuatais.

## Biographie
Après un diplôme de licence en sciences de gestion obtenu de l'usine à diplômes « Revans University (en) » en 2006, il est employé deux ans par l'association caritative Save the Children. De 2009 à 2011, il travaille à la gestion des ressources humaines au ministère vanuatais de la Justice. De 2011 à 2014 il est employé dans l'administration du bureau du président de la république de Vanuatu. De 2014 à 2015, il est conseiller politique au ministère des Terres.
Adhérent au parti Terre et Justice, il entre au Parlement de Vanuatu comme député de l'île de Tanna aux élections législatives de janvier 2016. Le parti remporte la majorité relative à ces élections et se joint à un gouvernement de coalition mené par Charlot Salwai. Ralph Regenvanu (le chef du parti) y obtient le ministère des Terres et des Ressources naturelles, et Alfred Maoh le ministère de l'Intérieur, tandis qu'Andrew Napuat est député d'arrière-ban de la majorité. Le 19 décembre 2017, le Premier ministre procède à un remaniement ministériel favorable au parti Terre et Justice. Ralph Regenvanu remplace Bruno Leingkone au ministère des Affaires étrangères. Alfred Maoh est nommé ministre des Terres, fonction laissée vacante par Regenvanu, et cède lui-même le ministère de l'Intérieur à Andrew Napuat, ce dernier entrant ainsi au gouvernement.
Andrew Napuat conserve son siège de député aux élections de 2020, mais la coalition y perd le pouvoir et il devient donc député d'opposition. Réélu député aux élections anticipées de 2022, il est député d'arrière-ban de la majorité du gouvernement d'Ishmael Kalsakau, puis du second gouvernement Salwai à partir d'octobre 2023. Le 12 août 2024, à l'occasion d'un remaniement ministériel, il entre au gouvernement de Charlot Salwai comme ministre de l'Intérieur, succédant à Johnny Koanapo.